# Vụ bê bối
Vụ bê bối hay xì-căng-đan (gốc tiếng Pháp scandale, tiếng Anh: scandal) là những việc làm dư luận quan tâm, nhưng phần lớn là phẫn nộ. Một vụ bê bối có thể tự nó phát sinh khách quan theo thực tế của người trong cuộc hoặc nó chính là sản phẩm theo ý đồ của người trong cuộc hoặc pha trộn của cả hai. Đôi khi, một vụ bê bối được dựng lên như một lớp vỏ để che đậy một vụ bê bối trước liên quan đến nó. Các loại bê bối phổ biến là:
- bê bối chính trị.
- bê bối tình dục.
- bê bối thể thao.
- bê bối báo chí.
- bê bối an toàn vệ sinh thực phẩm
- bê bối tiền bạc liên quan đến quản trị của các công ty.
- bê bối liên quan đến các người nghiên cứu tại đại học hay các viện nghiên cứu.